# Erigone crucifera
Erigone crucifera är en spindelart som beskrevs av Tamerlan Thorell 1895. Erigone crucifera ingår i släktet Erigone och familjen täckvävarspindlar.
Artens utbredningsområde är Myanmar. Inga underarter finns listade i Catalogue of Life.